# Franklin Davenport

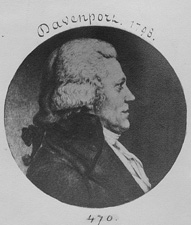
Franklin Davenport

Franklin Davenport (* September 1755 in Philadelphia, Province of Pennsylvania; † 27. Juli 1832 in Woodbury, New Jersey) war ein US-amerikanischer Politiker, der den Bundesstaat New Jersey in beiden Kammern des Kongresses vertrat.

## Leben

### Frühes Leben
Franklin Davenport, dessen exaktes Geburtsdatum nicht bekannt ist, war ein Neffe des Gründervaters Benjamin Franklin. Er genoss eine akademische Ausbildung und studierte die Rechtswissenschaften in Burlington. Nach seiner Zulassung als Rechtsanwalt im Jahr 1776 begann er als Beamter in Gloucester County zu arbeiten.
Doch wurde er schon bald wie andere Männer seines Jahrgangs als Soldat in den Unabhängigkeitskrieg beordert, wo er vom Private über den Major bis in den Rang eines Colonel im Jahr 1779 befördert wurde. Im selben Jahr wurde er auch in den Rang eines Generalmajors erhoben, ein Rang, den Davenport bis zu seinem Tod bekleidete. Zusätzlich wurde er im Jahr 1796 zum Brigadegeneral der Miliz von Gloucester County befördert.

### Politische Tätigkeit
1781 zog Davenport in die Kleinstadt Woodbury, wo er erneut als Rechtsanwalt tätig war. Hier wurde er 1785 noch vor Bestehen einer Abgeordnetenkammer zum Sprecher des Gloucester County ernannt. Doch bereits ein Jahr später, als ein Parlament, die New Jersey General Assembly, etabliert war, hatte Davenport von 1786 bis 1789 auch hier einen Sitz inne.
Nachdem John Rutherfurd als US-Senator zurückgetreten war, wurde Davenport, der Mitglied der Föderalistischen Partei war, am 5. Dezember 1798 zu dessen Nachfolger ernannt. Doch Davenport sollte nur ein Übergangssenator sein; bereits am 3. März 1799 schied er aus dem Amt. Nur einen Tag später, am 4. März 1799, wurde er als Abgeordneter für New Jersey ins Repräsentantenhaus der Vereinigten Staaten gewählt. Er sollte jedoch nur eine Legislaturperiode, bis 3. März 1801, tätig sein.

### Spätes Leben
Nach 1801 wurde es relativ ruhig um Davenport, der seine Tätigkeit als Rechtsanwalt und Strafverteidiger wieder aufnahm. Er starb im Alter von 76 Jahren.